# Paranocaracris bodenheimeri
Paranocaracris bodenheimeri är en insektsart som först beskrevs av Boris Petrovich Uvarov 1940.  Paranocaracris bodenheimeri ingår i släktet Paranocaracris och familjen Pamphagidae.

## Underarter
Arten delas in i följande underarter:
- P. b. bodenheimeri
- P. b. flavipes
- P. b. idrisi